# إعلان القاهرة للمرأة العربية
إعلان القاهرة للمرأة العربية وهو أعلان تم اقراره نتيجة لاجتماع رفيع المستوى حول الأهداف الانمائية للألفية المعنية بالنساء والفتيات وتمكين المرأة في المنطقة العربية، ويطلق عليه ايضًا أجندة التنمية لما بعد 2015 وقد عقد بمقر جامعة الدول العربية في القاهرة في 23 شباط/فبراير 2014. وقد خرجت بنتائج وتوصيات منتدى المجتمع المدني، والذي انعقد في القاهرة- بمقر الامانة العامة لجامعة الدول العربية يومي 17-18 فبراير / شباط 2014، للتحضير للجنة وضع المرأة بالأمم المتحدة الدورة الـ(58)، وذلك بالتعاون بين جامعة الدول العربية وهيئة الأمم المتحدة للمساواة بين الجنسين وتمكين المرأة واللجنة الاقتصادية والاجتماعية لغرب أسيا (الاسكوا)، وبحضور السادة الخبراء المعنيين بقضايا تمكين المرأة في المنطقة لبحث سبل تطوير وضع المرأة العربية والوصول إلى دعم هدف مستقل لبرنامج عمل المرأة لما بعد 2015.

## بنود الأعلان[1]
1. التوافق والتضامن حول هدف مستقل يعنى بمساواة المرأة وتمكينها ضمن أهداف التنمية المستدامة 2030.
2. العمل على ضمان تنفيذ سياسات العدالة الاجتماعية ومكافحة الفقر والتغطية الصحية، وذلك نظرا لتأثيرهم المباشر على أوضاع النساء.
3. تطوير ودعم آليات المشاركة السياسية للمرأة وتعزيز نسب مشاركتها في كافة المجالس المنتخبة.
4. توسيع نطاق الممارسات الديمقراطية والتشاور على المستويين المركزي والمحلي بما يضمن عدالة التوزيع للموارد والعوائد التنموية.
5. التوسع في الأخذ بسياسات التمييز الإيجابي وبما يضمن الفاعلية والتأثير.
6. دعم صلاحيات الآليات والمجالس الوطنية المعنية بالمرأة لتكون ذات فاعلية وصاحبة تأثير ملموس في تنفيذ سياسات تمكين المرأة داخل مجتمعاتنا العربية.
7. العمل على نشر وتأمين أساليب حرية تداول المعلومات، وتوفير قواعد البيانات الأساسية من أجل دعم مشاركة النساء على مختلف الأصعدة، تحت مظلة جامعة الدول العربية وبالتعاون مع هيئة المرأة للأمم المتحدة وبالتنسيق مع الجهات الحكومية/الغير حكومية ومنظمات المجتمع المدني المعنية.
8. التوجه نحو إقرار الموازنات العامة المستجيبة لاحتياجات المرأة كآلية للعدالة الاجتماعية.
9. الدفع نحو اعتماد معايير جديدة للمؤشرات العامة للدولة مستجيبة لاحتياجات المرأة، مع السعي نحو إقرار الإحصاءات العامة طبقاً للتصنيف حسب الجنس لتحديد الحاجات التنموية والاجتماعية الماسة.
10. تفعيل آليات الوقاية والحماية والتعويض عن العنف ضد المرأة.
11. تطوير البني الثقافية والأعراف الاجتماعية نحو إنتاج أنماط اجتماعية أكثر عدالة، وذلك من خلال وضع استراتيجيات جديدة في التعليم والإعلام وبناء الشراكات الايجابية والذكية مع المؤسسات الدينية، وتعزيز تبادل الخبرات بين الدول الأعضاء.
12. العمل مع الرجال والفتيان والطلاب كشركاء وحلفاء استراتيجيين في القضاء على جميع أشكال التمييز ضد النساء والفتيات.

## الآليات[1]

### على الصعيد السياسي
- ضمان وجود مظلة دستورية وطنية لعدم التمييز ضد النساء والعمل على احترام ذاتها وكرامتها الإنسانية، والمتضمنة في كل من الإعلان العالمي لحقوق الإنسان والإعلان العربي لحقوق الإنسان.[3]
- تطوير التشريعات الوطنية نحو سد الفجوة بين النساء والرجال في جميع المجالات السياسية والاقتصادية والاجتماعية وإلغاء أي شكل من أشكال التمييز.
- العمل على تطوير النظم الانتخابية الوطنية بحيث تضمن المشاركة السياسية للفئات المهمشة (النساء/الفقراء/الأقليات).
- توفير محددات للوظائف العامة لتوفير بيئة أكثر عدالة ولضمان مشاركة المرأة في مراكز صنع القرار على أسس من الاستحقاق والكفاءة.
- دعم وتطوير سياسات التمييز الإيجابي لتعزيز قدرات النساء والدفع نحو مشاركتهن الفعالة في الأحزاب السياسية وجميع المجالس المنتخبة ومنظمات المجتمع المدني بكافة أنواعها لضمان جودة وكفاءة المشاركات في العملية السياسية.
- تطوير قواعد البيانات الخاصة بالمؤشرات والإحصاءات الوطنية المتعلقة بقضايا إدماج النساء على كافة المستويات.

### على الصعيد الاقتصادي
- الحق في العمل بشروط العدالة والإنصاف والأجر المتساوي للعمل المتساوي، وتوفير بيئة عاملة محققة لشروط الصحة والسلامة الشخصية والحصول على عوائد العمل المعنوية، والحصول على المراكز القيادية، مع كفالة حماية المرأة من الاعتداء الجسدي في مجال العمل، والحق في المعاملة الضريبية المتساوية، والاستفادة من برامج التوجيه والتدريب التقني والمهني.
- ضمان المساواة في وصول المرأة إلى التمكين على المستوى الاقتصادي، والسيطرة على الأصول والموارد الإنتاجية والوصول إلى المعلومات، بما في ذلك الأراضي والممتلكات والتمويل والمياه والطاقة.
- تمكين المرأة من تفعيل دورها في وضع ورصد استراتيجيات الحد من الفقر المستندة إلى الغايات الإنمائية للألفية وعمليات إصلاح السياسات الحيوية الأخرى.
- تعزيز فرص المرأة في مجالات الائتمان والتدريب المهني وربطه بسوق العمل وتنمية المهارات.
- ضمان تقليص الآثار السلبية للعولمة وأية آثار عكسية تترتب على تنفيذ السياسات والبرامج المتعلقة بالتجارة والاقتصاد إلى الحدود الدنيا بالنسبة للمرأة.[4]
- ضمان الموارد المالية المطلوبة لدعم خطط تمكين المرأة على المستويات الوطنية والقطاعية وبما يتطلبه التنفيذ الواقعي لهذه الخطط.
- الاعتراف بأعمال الرعاية غير المدفوعة وتقديرها وإعادة توزيعها من خلال سياسات الحماية الاجتماعية والخدمات الأساسية.

### على الصعيد الاجتماعي
- تنفيذ خطط عمل وطنية لاتخاذ التدابير الخاصة ببناء القدرات وضمان الحصول على الخدمات الأساسية بما في ذلك الصحة والتعليم للنساء والأطفال وكبار السن فضلاً عن القاصرات وغير المتزوجات والمعيلات والأرامل والمطلقات والأشخاص ذوي الإعاقة وجميع الفئات الأكثر ضعفا وذلك دون أي تمييز.[5]
- دعم حق المرأة في الحياة على قدم المساواة مع الرجل في مستوى معيشي يحقق شروط الكرامة الإنسانية لها ولأسرتها وضمان توفير الغذاء الكافي والكساء والمأوى المناسب الذي تتوافر فيه المرافق الأساسية مع ضمان أمن الحيازة للنساء وحمايتهن من الإخلاء التعسفي لمساكنهن، والحق في تحسين متواصل للظروف المعيشية مع إيلاء اعتبار خاص للفئات الضعيفة من العاملات والريفيات ومن المعيلات في الريف والحضر، وكذلك العاملات المهاجرات، والنساء المسنات.[5]
- تعزيز سياسات وآليات المساواة للمرأة والرجل في التمتع المتكافئ بحماية القانون وانتفاع المرأة على نحو فعال بالخدمات القضائية بما فيها العون القانوني المجاني، وضمان الحماية الفعالة للمرأة عن طريق المحاكم والمؤسسات ذات الاختصاص.
- تطوير سياسات الحماية والضمان الاجتماعي في القطاعين الرسمي -العام والخاص- وغير الرسمي بما في ذلك التأمينات الاجتماعية والتغطية الصحية الشاملة والتعويضات النقدية في حالة المرض واستحقاقات الأمومة من إجازات مدفوعة الأجر وإعانات الشيخوخة والعجز، والمعاش والتعويضات عن إصابات العمل وإعانات البطالة والمخصصات العائلية، وضمان توفير التغطية الصحية الشاملة وبصفة خاصة للعمالة الغير منظمة.

### القضاء على العنف ضد المرأة
- وضع خطط عمل واستراتيجيات وطنية شاملة في مجال العنف ضد المرأة وتخصيص الموارد اللازمة لتطبيقها مع ضمان وجود تشريعات شاملة ومتكاملة تجرم جميع أشكال العنف ضد المرأة، وتعديل القوانين والتشريعات الخاصة بما يسمى بجرائم الشرف وبما لا يسمح من الافلات من العقاب أو تخفيفه.
- أهمية إحالة قضايا العنف ضد المرأة إلى النظام القضائي الرسمي والتأكيد على أن مسئولية إحالة جرائم العنف تقع بالأساس ضمن مسؤولية المؤسسات القانونية والتنفيذية.
- اعتماد تدابير وقائية أكثر شمولاً لمناهضة العنف ضد المرأة بالتركيز على توعية الجمهور وتطوير وسائل الإعلام ومراجعة المناهج الدراسية وتطويرها بحيث تضمن الحقوق الإنسانية للمرأة وواجبات حماية كرامتها الإنسانية في النطاق الأسرى الخاص والمجتمعي العام. وتوفير سبل الوقاية من العنف وحماية الضحايا، ومعالجتهن وإعادة تأهيلهن.
- توفير خدمات الحماية للنساء من كافة أشكال العنف الجنسي ضد النساء وأهمية التركيز على الحقوق الإنجابية وتوفير خدمات الصحة الإنجابية والحماية الجسدية وبصفة خاصة للنساء اللواتي يعشن في المناطق الريفية والنائية.
- تحديد المؤشرات المناسبة لرصد نوعية الخدمات المقدمة للضحايا وتقييمها بشكل منتظم.
- ايلاء اهتمام خاص لحماية النساء والفتيات تحت الاحتلال واللاجئات من كافة اشكال العنف والاستغلال خلال فترات عدم الاستقرار والنزاعات المسلحة والحروب وخلال دورات النزوح واللجوء.
- تعديل التشريعات والقوانين على المستوى الوطني والعمل على التوفيق بينها وبما يضمن حقوق الضحايا.